# Moussa Soumano
Moussa Soumano, né le 9 juillet 2005 à Saint-Denis en France, est un footballeur français qui joue au poste d'avant-centre au NAC Breda.

## Biographie

### En club
Né en France, Moussa Soumano commence le football en région parisienne. Il est courtisé par l'Atalanta Bergame mais rejoint finalement l'AC Ajaccio en 2021. 
C'est avec ce club qu'il joue son premier match en professionnel, le 8 janvier 2023, lors d'une rencontre de coupe de France contre Jura Sud Foot. Il est titularisé jour-là, et son équipe s'impose par deux buts à un. Soumano fait sa première apparition en Ligue 1 le 29 janvier 2023 contre l'Olympique lyonnais. Il entre en jeu à la place de Mounaïm El Idrissy et l'ACA est battu par deux buts à zéro. Soumano inscrit son premier but en professionnel le 1er février 2023, à l'occasion d'une rencontre de Ligue 1 face au Angers SCO. Il marque le but égalisateur de son équipe seulement une minute après son entrée en jeu et Ajaccio l'emporte finalement par deux buts à un,.
Soumano est récompensé de ses débuts prometteurs avec Ajaccio en signant son premier contrat professionnel avec le club le 4 mai 2023, d'une durée de trois ans, soit jusqu'en juin 2026.
Le 7 juillet 2025, Moussa Soumano est transféré au NAC Breda, il paraphe un contrat de quatre saisons, soit jusqu'en 2029,.